# Genève-Servette Hockey Club
Il Genève-Servette Hockey Club (abbreviato spesso in GSHC o Servette) è una squadra di hockey su ghiaccio svizzera fondata nel 1905 con sede a Ginevra. Attualmente la squadra milita nel massimo campionato svizzero, la National League.

## Storia
- 1905: creazione della squadra di hockey del Servette.
- 1954: il club giocò per la prima volta sul ghiaccio artificiale, al Pavillon des Sports. Fino ad allora, la squadra doveva sfidare le proprie rivali presso le piste di Losanna o di L'Abbaye. Il primo match giocato nel palazzetto fu contro l'Urania Genève Sport (UGS).
- 1956: prima promozione nel National League B.
- 1958: inaugurazione della Patinoire des Vernets.
- 1959: il Servette vinse la sua prima Coppa di Svizzera imponendosi in finale con il punteggio di 7-3 contro i Neuchâtel-Sports Young Sprinters HC davanti a 11.820 spettatori, record d'affluenza per la Patinoire des Vernets.
- 1963: creazione del Genève-Servette HC dopo la fusione dell'Hockey Club Servette con la squadra dell'Urania Genève-Sports Hockey Club.
- 1964: Genève-Servette vinse il campionato di Lega B trionfando contro l'HC Bienne in finale, e accese dunque per la prima volta in National League A, della quale sarà sei volte vicecampione.
- 1975: retrocessione in LNB
- 1980: promozione in LNA
- 2008: il 24 marzo 2008, la GSHC accese per la prima volta alla finale dei play-off dopo aver battuto l'HC Fribourg-Gottéron in semifinale con il punteggio di 4-1 nella serie. Il 10 aprile 2008, la GSHC però si dovette arrendere in finale contro gli zurighesi del ZSC Lions con il punteggio di 4-2 nella serie.
- 2013: il 31 dicembre 2013, il Ginevra-Servette conquistò la Coppa Spengler sconfiggendo per 5-3 il CSKA Mosca.
- 2014: il 31 dicembre 2014, conquista la sua seconda Coppa Spengler consecutiva sconfiggendo per 3-0 il Salavat Julaev Ufa.
- 2023: il 27 aprile 2023, conquista il suo primo titolo svizzero battendo in finale il Bienne.
- 2024: il 20 febbraio 2024, conquista il suo primo titolo europeo battendo nella finale di Champions Hockey League lo Skellefteå.

## Giocatori celebri
- Campionato del mondo:

Jamie Heward: 2003
- Campionato del mondo:

Jan Hlaváč: 2006
Julian Walker: 2013
- Campionato del mondo:

Brett Hauer: 2004

## Palmarès
- Campionato svizzero: 1:
2022-23
- Champions Hockey League: 1
2023-24
- Coppa Spengler: 2
2013, 2014
- Coppa Svizzera: 2
1959, 1972